# Picnomon acarna
Picnomon acarna ist die einzige Pflanzenart aus der Gattung Picnomon in der Familie der Korbblütengewächse (Asteraceae).

## Merkmale

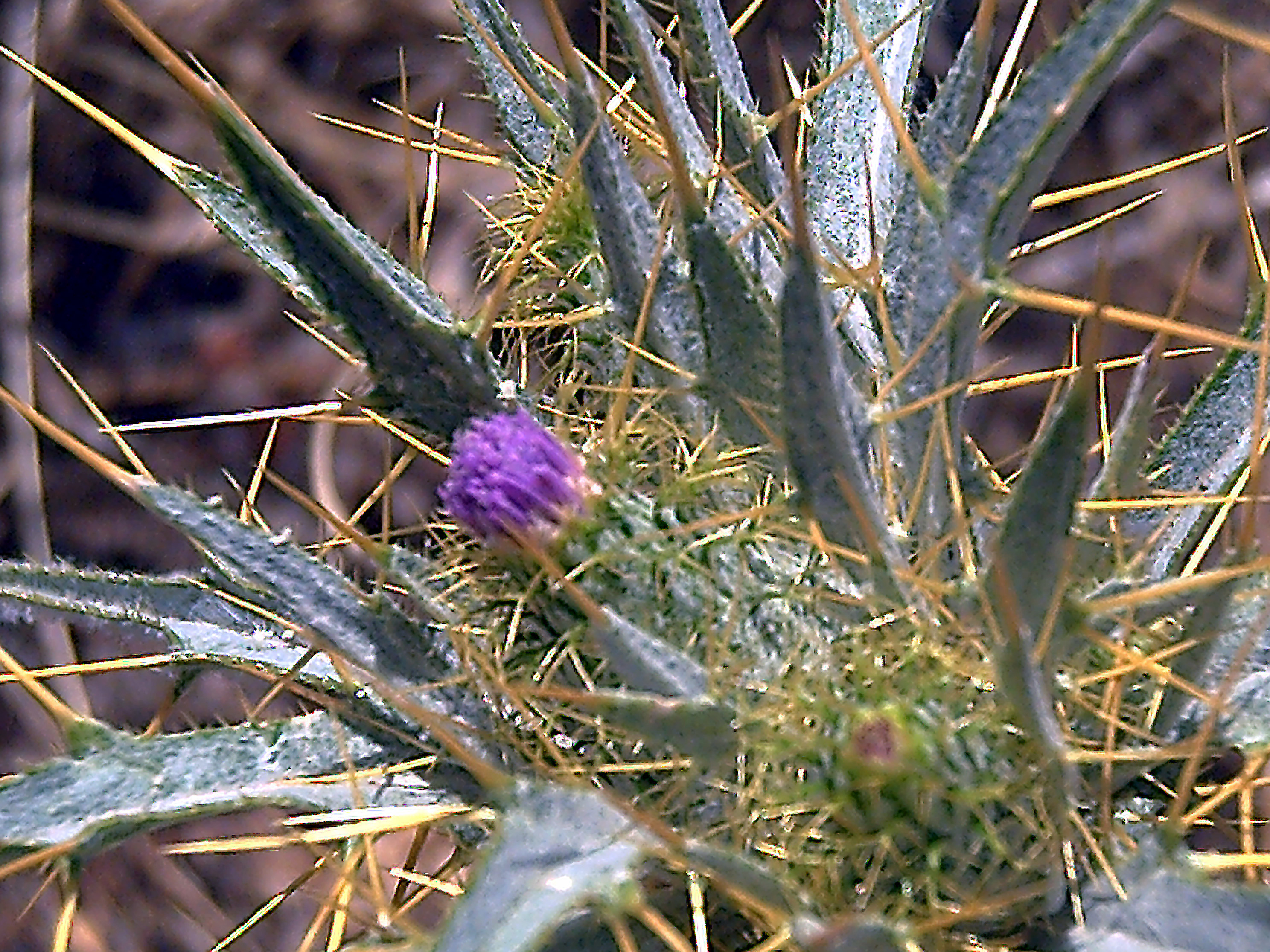
Picnomon acarna

Picnomon acarna ist ein einjähriger Schaft-Therophyt, der Wuchshöhen von 20 bis 70 Zentimeter erreicht. Die Blätter sind grau spinnwebig-filzig, herablaufend und weisen am Rand kräftige, gelbe sowie zwischen diesen kürzere, feinere Dornen auf. Die Blütenköpfchen sind in dichten Büscheln angeordnet oder einzeln. Die oberen Blätter umhüllen und überragen sie. Die Hüllblätter sind 22 bis 30 Millimeter lang und weisen einen zurückgebogenen und gefiederten Enddorn auf. Die Blüten sind purpurn oder weißlich gefärbt. Die Früchte sind glänzend braun, 5 bis 6 Millimeter lang und zusammengedrückt. Der Pappus ist 14 bis 19 Millimeter lang und federig.
Die Blütezeit reicht von  Juli bis September.
Die Chromosomenzahl beträgt 2n = 32.

## Vorkommen
Picnomon acarna kommt im Mittelmeerraum vor. Auf Kreta wächst die Art auf Ruderalstellen, Kultur- und Brachland, überweideter Phrygana und Igelpolsterheiden in Höhenlagen von 0 bis 2150 Meter.

## Belege
- Ralf Jahn, Peter Schönfelder: Exkursionsflora für Kreta. Mit Beiträgen von Alfred Mayer und Martin Scheuerer. Eugen Ulmer, Stuttgart (Hohenheim) 1995, ISBN 3-8001-3478-0, S. 322–323.